# Камилов, Ибрагим
Ибрагим Камилов (узб. Ibrohim Komilovich Komilov; тадж. Комилов Иброимҷон Комилович 15 мая 1928 г., Риштан, Ферганская область, — 2002 г. Риштан, Ферганская область) — гончар, мастер-керамист «наккош», представитель седьмого поколения потомственной династии гончаров,  народный художник Узбекской ССР (1973), Лауреат Государственной премии СССР (1983), народный мастер Узбекистана (1998).

## Биография
Ибрагим Камилов родился в 1928 г. в Риштане Ферганской области Узбекской ССР в таджикской семье Усто Камила — представителя седьмого поколения потомственной династии гончаров. 
Учился у своего отца — Усто Камила и его братьев: Усто Додо и Усто Мадамина (Мулла Мадамин Ахун), а также у известного риштанского мастера-кузагара Усто Мирсадыка, ученика мастера XIX в. Баба Ходжи Мирсалимова.
Мастер 60 лет проработал на Риштанском керамическом заводе. Он являлся одиним из лучших мастеров чиннипазов и сафедпазов, в совершенстве владел формовкой, росписью и различными технологиями изготовления глазурей и кашина.
Занимался восстановлением рецептов ишкоровой глазури и внедрением её в производство. Проходил обучение в Ташкентской керамической артели им. Баранова. В творческой командировке в Риге (Дзинтари). Постоянный участник выставок народного искусства в Узбекистане и за рубежом.
Произведения мастера входят в коллекции Государственного музея искусств Узбекистана, Дирекции художественных выставок Академии художеств Узбекистана, Ферганского областного краеведческого музея, Музея искусств народов Востока в Москве, Музея этнографии в Санкт-Петербурге, Государственного Эрмитажа и другие зарубежные собрания. С 1997 г. — член Ассоциации народных мастеров Узбекистана «Хунарманд».
И.Камилов — автор изразцового декора, украшающего Мавзолея знаменитого исламского теолога XII уроженца Риштана Бурхануддина аль-Маргинани, построенного «хашаром» риштанскими мастерами в Сохиби Хидоя.
Наталья Петрова, Искусство ЗАГАДКА МАСТЕРА 

Есть какая-то необъяснимая тайна в работах усто   Ибрагима   Камилова . Казалось бы, что особенного в том, что потомственный гончар в седьмом поколении может умело сформовать, расписать, а потом покрыть глазурью самую обыденную глиняную утварь. Но каждое его изделие, будь то коса или ляган, обдоста или хумча, словно начинает жить своей жизнью, рассказывая о благодатном Риштане, безбрежном голубом небе и поэтической красоте природы Ферганской долины. А еще о том, как щедра земля узбекская на народные таланты. Все созданное им пронизано любовью к людям и родине, наполнено особой энергетикой. И тогда исчезает тонкая грань между ремеслом и искусством. …им был восстановлен рецепт ишкоровой глазури, которой плодотворно пользуются гончары и поныне.

## Награды
- «Народный художник Узбекской ССР» (1973)
- Лауреат Государственной премии СССР (1983 г.)
- Записан в "Книгу трудовой славы Узбекистана «Мехнат» (1984)
- Стипендиатом программы ПРООН ЮНЕСКО «Устоз-шогирд» (Учитель-ученик) (1996)
- «Народный мастер Узбекистана» (1998)[1]
- Награжден Золотой медалью Академии Художеств Узбекистана (2002)

## Династия
- Отец — Усто Камил мастер-керамист — аксакал риштанских гончаров.
- Дядя — Усто Додо мастер-керамист — аксакал риштанских гончаров.
- Дядя — Усто Мадамин (Мулла Мадамин Ахун) мастер-керамист — аксакал риштанских гончаров.
- Дочь — Халима Эргашева, мастер-керамист, владеет всеми процессами и техниками гончарного ремесла.
- Сын — Камилов Исмаилджон, мастер-керамист, владеет всеми процессами и техниками гончарного ремесла.
- Сын — Камилов Исраил, мастер-керамист, владеет всеми процессами и техниками гончарного ремесла.
- Сын — Камилов Музаффар, мастер-керамист, владеет всеми процессами и техниками гончарного ремесла.
- Сын — Камилов Шарофиддин, мастер-керамист, владеет всеми процессами и техниками гончарного ремесла.

## Ученики
- Ашурали Юлдашев, мастер-керамист, награждён Орденами Трудового Красного Знамени, Дружбы народов, медалем ВДНХ СССР.
- Шарафиддин Юсупов, мастер-керамист, «наккош», академик Академии художеств Узбекистана.
- Алишер Назиров, мастер-керамист, «наккош», член ТО Академии художеств Узбекистана, АНМ Узбекистана «Хунарманд»
- Рустам Усманов, мастер-керамист, «наккош», член ТО Академии художеств Узбекистана, АНМ Узбекистана «Хунарманд».
- Музаффар Саидов, мастер-керамист, «наккош», член ТО Академии художеств Узбекистана, АНМ Узбекистана «Хунарманд».
- Кимсанбой Абдукадыров, мастер-керамист, владеет всеми процессами и техниками гончарного ремесла.
- Набиджон Кодиров, мастер-керамист, владеет всеми процессами и техниками гончарного ремесла.
- Кимсанбой Ганиджонов, мастер-керамист, владеет всеми процессами и техниками гончарного ремесла.
- Элибоев Ганиджон, мастер-керамист, владеет всеми процессами и техниками гончарного ремесла.
- Юлдашали Эргашев, мастер-керамист, владеет всеми процессами и техниками гончарного ремесла.
- Нимадали Эргашев, мастер-керамист, владеет всеми процессами и техниками гончарного ремесла.